# Принц Арчі Сассекський
Принц Арчі Сассекський (англ. Prince Archie of Sussex; нар. 6 травня 2019, Вестмінстер, Лондон, Велика Британія), повне ім'я Арчі Гаррісон Маунтбеттен-Віндзор (англ. Archie Harrison Mountbatten-Windsor) — член британської королівської сім'ї, восьмий правнук королеви Єлизавети ІІ, четвертий онук короля Карла ІІІ, та принцеси Діани, дитина Гаррі, герцога Сассекського і Меган, герцогині Сассекської. Займає шосте місце в порядку успадкування британського престолу.

## Народження
15 жовтня 2018 року Кенсінгтонський палац сповістив, що герцоги Сассекські очікують на появу первістка навесні 2019 року. Стать майбутньої дитини не уточнювалася.

6 травня 2019 року о 5.26 за місцевим британським літнім часом герцогиня Меган народила сина. Герцог Сассекський та мати герцогині Дорія Регланд були присутні при пологах. Дитина Гаррі, герцога Сассекського та Меган, герцогині Сассекської житиме в Фрогмор-котеджі, що стоїть неподалік Віндзорського замку.
 Формально син герцогів Сассекських не вважатиметься за принца, якщо його прабабуся королева не видасть спеціального розпорядження для цього. Офіційний біограф королівської сім'ї Роберт Гартман після сповіщення про вагітність герцогині уточнив, що дитина буде тільки лордом або леді, як дитина будь-якого іншого герцога, бо Гаррі не належить до прямої лінії успадкування британського престолу. Однак новонароджений може дістати титула графа Дамбартона — одного з титулів його батька герцога Сассекського
.  8 травня 2019 року стало відомо, що первісток герцога й герцогині Сассекських носитиме ім'я Арчі-Гаррісон Маунтбеттен-Віндзор. Арчі — скорочена форма від імені Арчібальд. Воно означає «сміливий» або «хоробрий». Друге ім'я Гаррісон дитина дістала на честь батька. Воно означає "син Генрі" або "син Гаррі". 
 Арчі Гаррісона похрестили 6 липня 2019 року в каплиці Святого Георгія на території Віндзорського замку в присутності архієпископа Кентерберійського Джастіна Велбі.
Герцоги Сассекські вирішили не розголошувати імен хрещених батьків свого сина.

## Титул
Оскільки батько Арчі Гаррі, герцог Сассекський не старший син принца Уельського, то його первісток не може автоматично стати принцом та до нього не можуть звертатись «Його Королівська високість». При народженні хлопчик міг отримати один із титулів батька — граф Дамбартон, однак його батьки відмовились від цього титулу. Вони сповістили, що хочуть аби їх син жив нормальним життям. Арчі може автоматично стати принцом у випадку сходження на престол свого діда принца Чарльза але лише якщо його батьки знову не відмовляться
. У березні 2023 року стало відомо, що король Чарльз III таки надав Арчі титул  принца.